# Communauté de communes Delta Sèvre Argent
Die Communauté de communes Delta Sèvre Argent ist ein ehemaliger französischer Gemeindeverband (Communauté de communes) im Département Deux-Sèvres und der Region Poitou-Charentes. Er wurde am 24. Dezember 1992 gegründet. 

## Mitglieder
- Bretignolles
- Cerizay
- Cirières
- Combrand
- La Forêt-sur-Sèvre
- Mauléon
- Montravers
- Nueil-les-Aubiers
- La Petite-Boissière
- Le Pin
- Saint-Amand-sur-Sèvre
- Saint-André-sur-Sèvre
- Saint-Jouin-de-Milly
- Saint-Pierre-des-Échaubrognes

## Quelle
- Le SPLAF - (Website zur Bevölkerung und Verwaltungsgrenzen in Frankreich (frz.))